# Manuel Pérez Molero
Manuel Pérez Molero (siglos XVII-XVIII, España) organista barroco. Vecino de Segovia.

## Trayectoria profesional

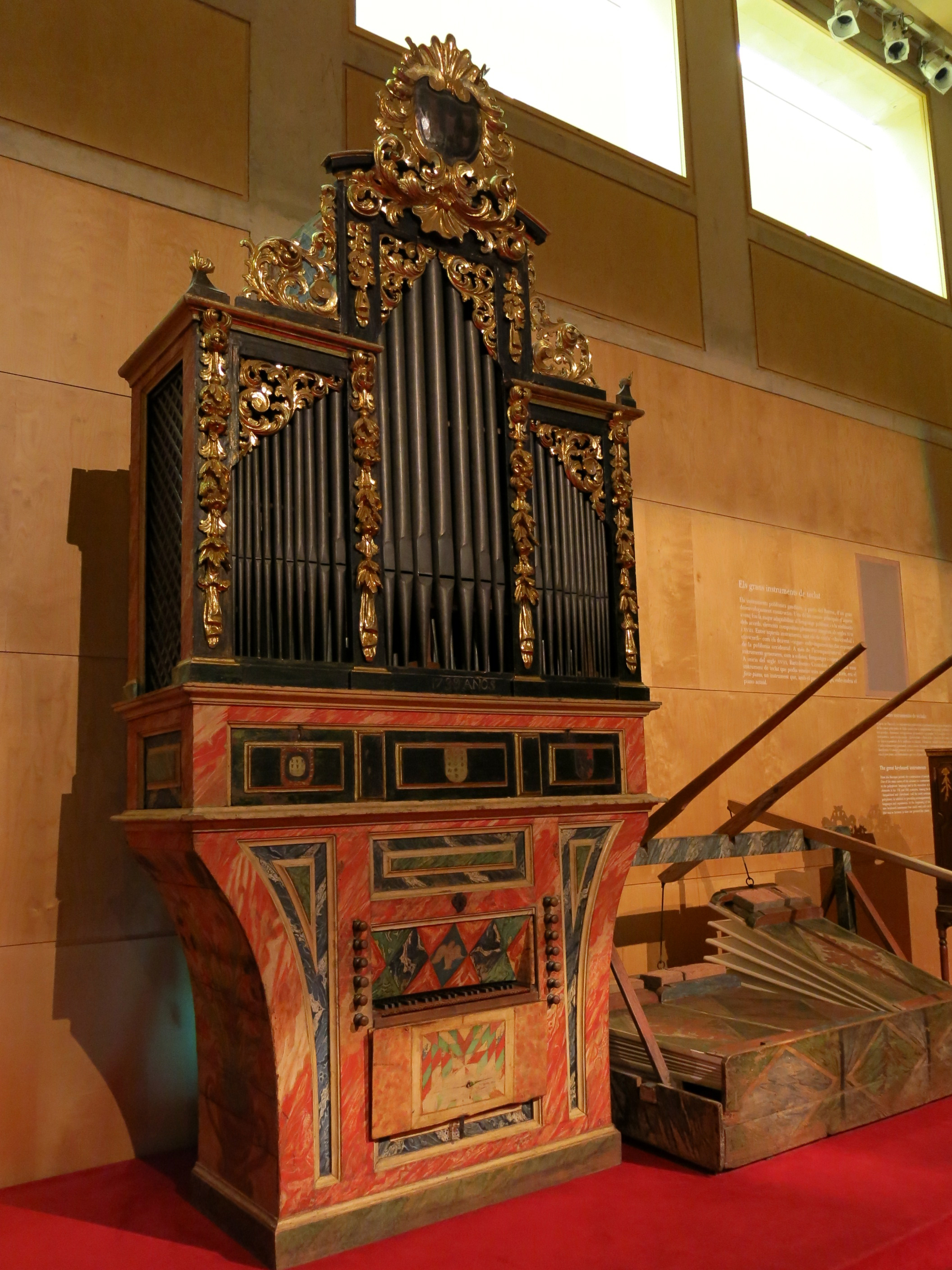
Museo de la Música de Barcelona, órgano de Manuel Pérez Molero

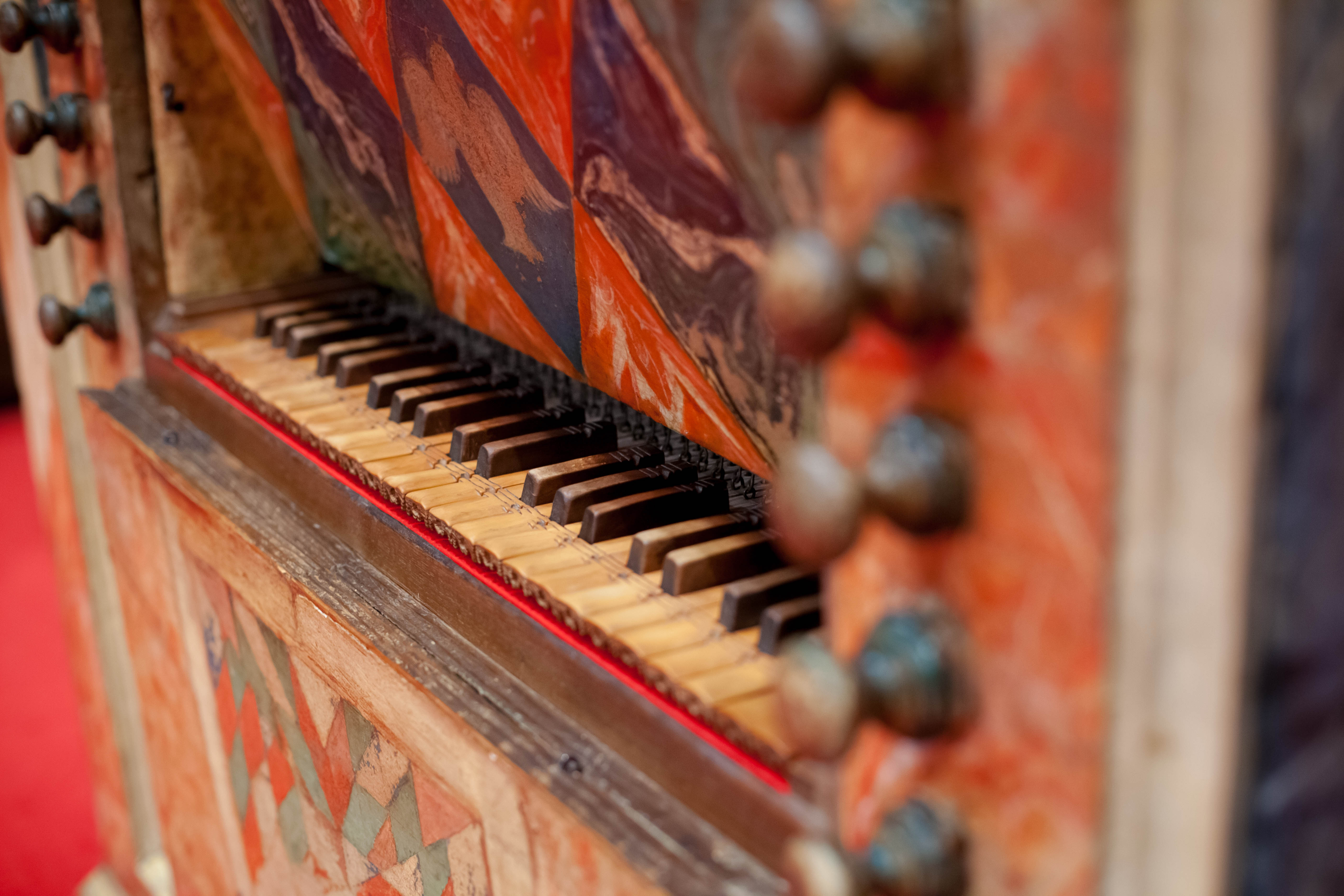
Detalle de los registros y teclado del órgano de Pérez Molero, MDMB 581

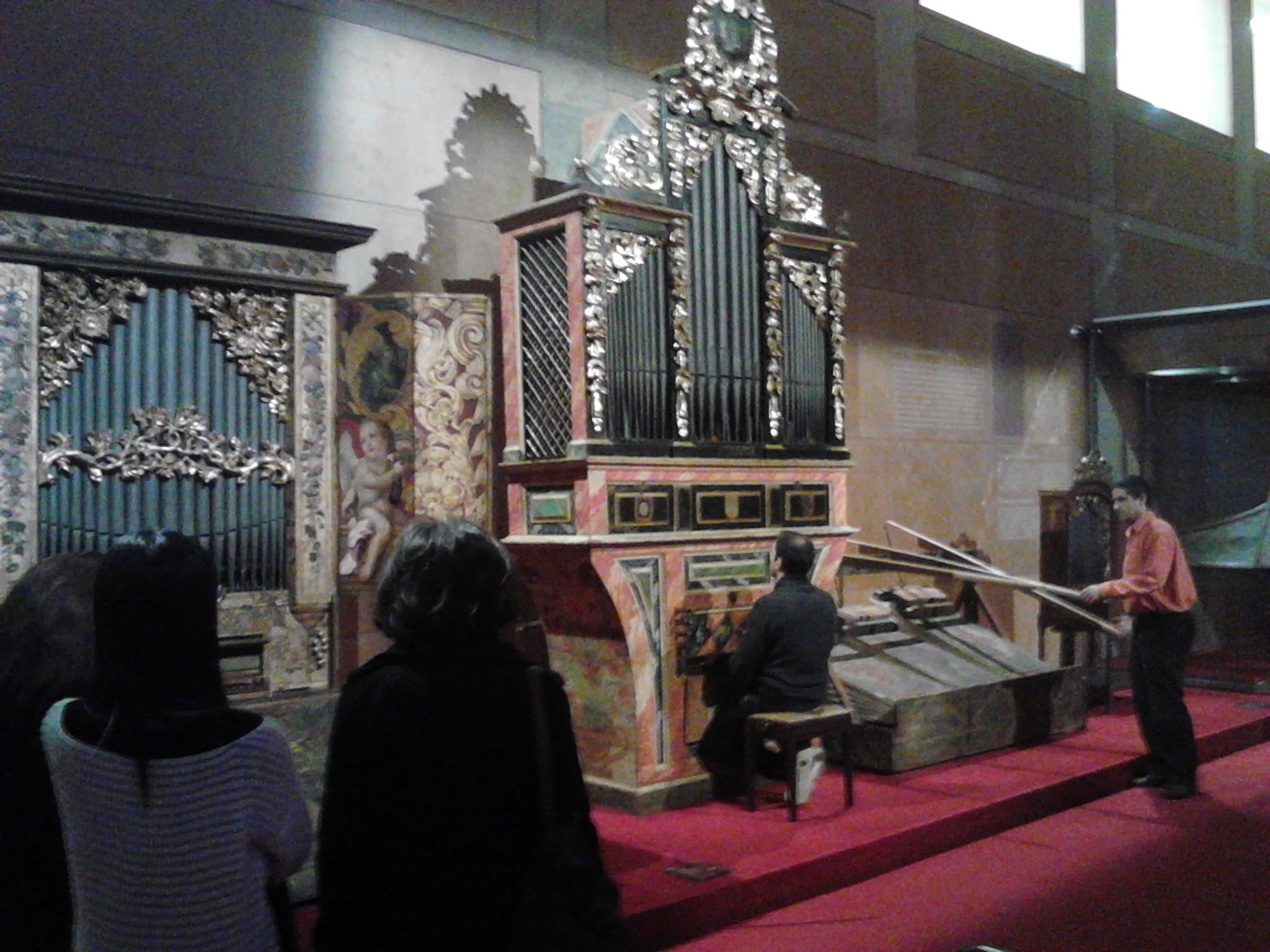
Órgano Pérez Molero siendo tocado (se necesitan dos personas, una que se encargue del teclado y otra que mueva los fuelles a mano para suministrar el aire)

Constructor de órganos para las iglesias segovianas de San Miguel de Turégano (1707), Santa Eulalia (1713) y San Millán (1714), los conventos abulenses de Las Gordillas (1720-22) y Santa María de Jesús (1719), entre otros.
También se da a conocer como intérprete, habiendo actuado en estas iglesias y conventos junto con sus parientes durante las primeras décadas del siglo XVIII. El Archivo Histórico Nacional recoge textos de varias iglesias segovianas de la época donde se habla de los reales que se le pagaron al organista a cambio de sus tareas como constructor y técnico (reparó los órganos de la iglesia de Nuestra Señora del Manto de Riaza entre 1699 y 1700 y los de la Catedral de Ávila entre 1720 y 1722).
Molero fue el inicio de un linaje de maestres organistas que enlaza con Francisco Ortega Pérez, Tadeo Ortega (organista de la Tierra de Campos) y Leandro Garcimartín de Inés. Los dos últimos de la edad de oro del órgano español (siglos XVIII y XIX).

## Órgano Pérez Molero
El órgano de la iglesia de Santa María de Jesús (Ávila) está expuesto en la Sala Grande del Museo de la Música de Barcelona.[1]
El órgano fue restaurado el año 2005 por el equipo de profesionales de la casa Gerhard Grenzing de El Papiol, Cataluña. Este grupo de profesionales dedicados a la construcción y restauración ha colaborado en la conservación del patrimonio de órganos antiguos de muchos rincones de España y algunos del resto del mundo.